# Бутин, Мажекен Есенович
Мажеке́н Есе́нович Бу́тин (каз. Мажекен Есенұлы Бутин; 17 января 1910, с. Жидели, Томская губерния, Российская империя — 8 октября 1974, Алма-Ата, Казахская ССР, СССР) — заслуженный экономист Казахстана, доктор экономических наук, профессор, родоначальник бухгалтерского учета в Казахстане.

## Биография
В 1927—1929 слушатель Уральских высших бухгалтерских курсов, в 1929—1931 учился в Ленинградском институте потребительской кооперации. В 1931—1933 аспирант Московского института экономики и товароведения.
С 1933 года — заведующий кафедрой Юридического института. В 1937 — доцент Алма-Атинской высшей коммунистической сельскохозяйственной школы.
В 1937—1940 — заведующий кафедрой, декан Челябинского института цветных металлов.
В 1940 — заместитель начальника Отдела особых строительств НКВД СССР (Куйбышев), в 1943 — начальник Отдела особых строительств НКВД СССР (Куйбышев).
В 1943—1945 — первый заместитель народного комиссара пищевой промышленности Казахской ССР, в 1945—1947 народный комиссар (министр) пищевой промышленности Казахской ССР. В 1947—1949 — министр вкусовой промышленности Казахской ССР. В 1949—1953 министр пищевой промышленности Казахской ССР. Внес большой вклад в становление и развитие индустрии Казахстана — под его руководством была создана мощная материально-техническая база пищевой промышленности.
В 1953 — первый заместитель министра лёгкой и пищевой промышленности Казахской ССР.
В 1953—1954 — министр промышленности продовольственных товаров Казахской ССР.
В 1954—1957 — председатель исполнительного комитета Акмолинского областного Совета.
В 1957—1963 — заведующий кафедрой бухгалтерского учёта Казахского государственного университета имени С. М. Кирова. В 1963—1967 — заведующий кафедрой Алма-Атинского института народного хозяйства. Стал известен как организатор бухгалтерского дела в КазССР. Среди его учеников известные ученые в области учета, аудита, анализа и экстраполяции оправдавших себя прагматических способов хозяйствования: академики К. Н. Нарибаев, С. С. Сатубалдин, В. К. Радостовец, К. Ш. Дюсембаев, Е. Т. Тулегенов, Г. Н. Гамарник, А. Д. Даулетбеков и множество других ученых и практиков. Мажекен Бутин работал в СССР с такими крупными учеными и специалистами, как А. С. Маргулис (по нормативному учету), В. И. Исаков (по механизации учета), А. Ф. Мухин (по международному учету), А. Д. Шеремет (по комплексному экономическому анализу). Данный мощный союз ученых привел к значительному развитию данной отрасли знания и усилению координации в области исследовательских работ и подготовки научно-педагогических кадров. Благодаря Бутину открылись возможности для обмена опытом и прохождения научных стажировок молодому поколению бухгалтеров КазССР. 
В 1967 — первый заместитель министра пищевой промышленности Казахской ССР.
Скончался 8 октября 1974 года, похоронен на Кенсайском кладбище.

## Награды
- Орден Трудового Красного Знамени (дважды)
- Орден Отечественной войны I степени
- Заслуженный экономист Казахской ССР